# مشکادیم
مشکادیم‌روستایی‌ازتوابع‌بخش‌مینان‌شهرستان‌سرباز‌استان‌سیستان‌وبلوچستان‌می‌باشد.روستایی‌کوهستانی‌سردسیر‌وخوش‌آب‌وهوا

## جمعیت
این روستا در بخش مینان قرار دارد و براساس سرشماری مرکز آمار ایران در سال ۱۳۸۵، جمعیت آن ۲۸۲ نفر (۴۸خانوار) بوده‌است.